# Berlin-Köpenick

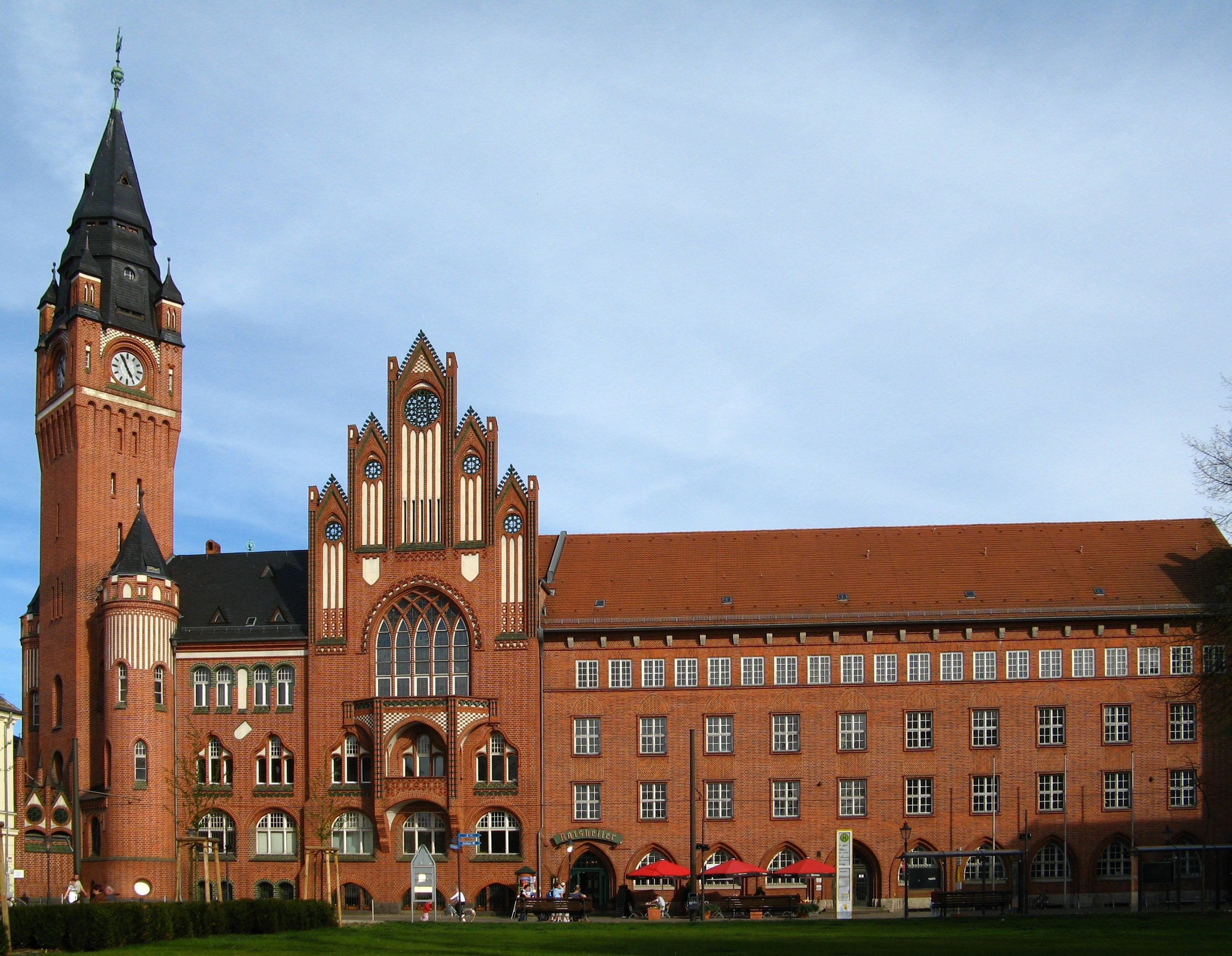
Rathaus Köpenick

Köpenick (bis 1931 amtlich: Cöpenick) ist ein Ortsteil im Bezirk Treptow-Köpenick im Südosten von Berlin, am Zusammenfluss von Spree und Dahme. Die Altstadt und das Schloss von Köpenick befinden sich jeweils auf einer Insel. Köpenick besitzt – wie auch das am Westrand Berlins gelegene Spandau – eine eigenständige mittelalterliche Stadttradition. Beide Orte gingen aus slawischen Burgwällen hervor, erhielten bereits im Mittelalter das Stadtrecht und verfügen bis heute über gut erhaltene Altstadtkerne und eigene Vororte.
Durch die Tat des Hauptmanns von Köpenick im Jahr 1906 wurde die damalige Stadt Cöpenick (bei Berlin) weltbekannt. Köpenick gehört seit dem 1. Oktober 1920 zu Berlin (Inkrafttreten des Groß-Berlin-Gesetzes). Seit 1. Januar 1931 wird Köpenick auch amtlich mit ‚K‘ geschrieben, was inoffiziell allerdings schon mehrere Jahrzehnte Usus war.
Bis zur Verwaltungsreform am 1. Januar 2001 gab es einen eigenständigen Bezirk Köpenick (bis 1990: Stadtbezirk Köpenick), der neben dem Ortsteil Köpenick sechs weitere Ortsteile umfasste (Friedrichshagen, Grünau, Müggelheim, Oberschöneweide, Rahnsdorf, Schmöckwitz).

## Geographie

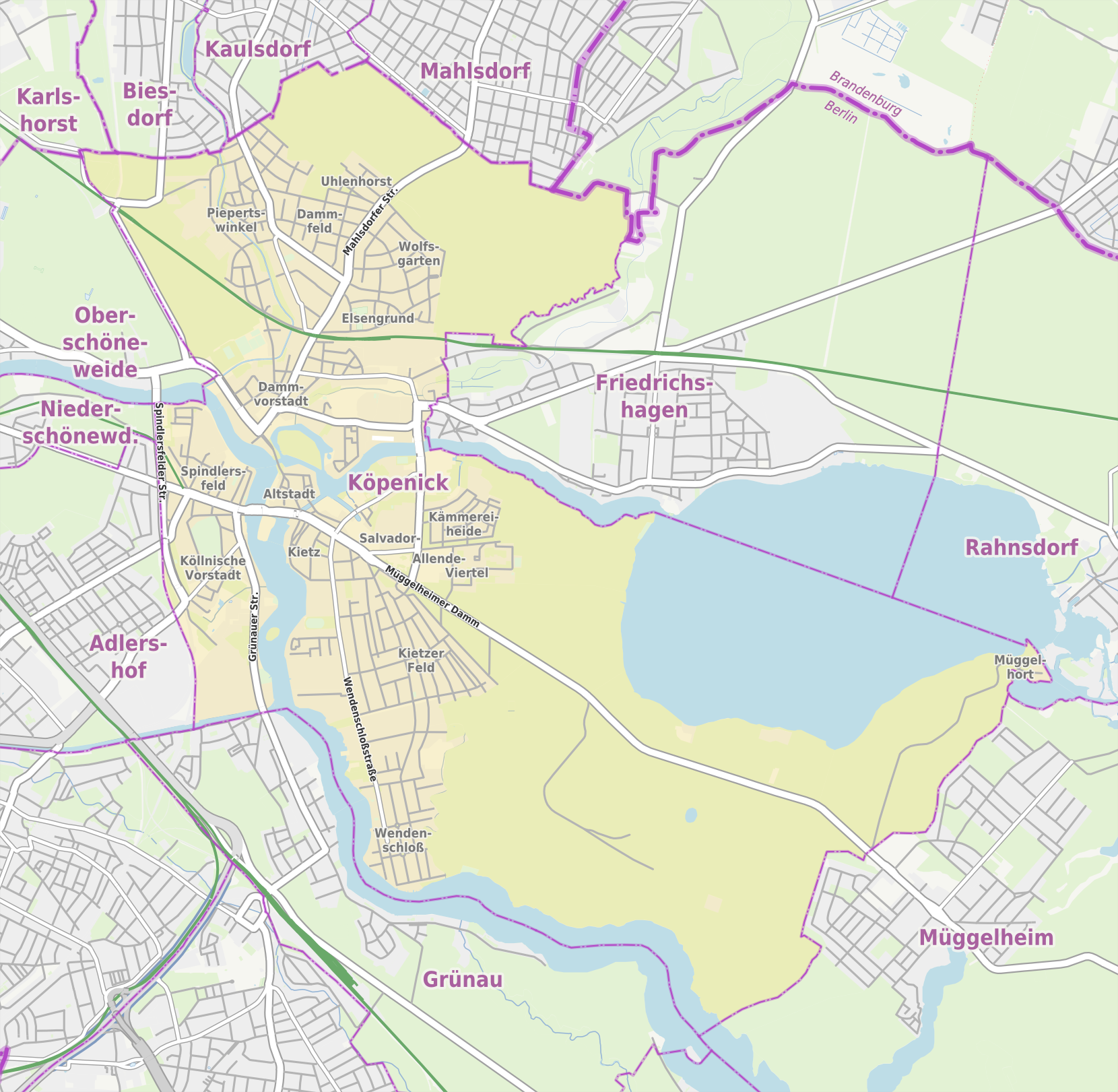
Übersichtskarte von Köpenick mit den Ortslagen

Köpenick liegt mitten im Berliner Urstromtal an der Mündung der Dahme in die Spree. Die Spree verbindet Köpenick im Osten mit dem Müggelsee und im Westen mit der Berliner Innenstadt. Die Müggelberge im Südosten Köpenicks sind mit 114,7 m ü. NHN die höchste natürliche Erhebung Berlins.
Der heutige Ortsteil Köpenick orientiert sich am Gebiet der bis 1920 eigenständigen Stadt Köpenick und ist mit fast 35 km² der flächenmäßig größte Ortsteil Berlins. Zur mittelalterlichen Stadt gehörten neben der Köpenicker Insel (mit der Altstadt Alt-Köpenick) auch die Schlossinsel und der Kietz, mit jeweils unterschiedlicher Rechtsstellung (Stadt, Burg, Dienstsiedlung). Im letzten Drittel des 19. Jahrhunderts entstanden die Dammvorstadt (nördlich der Altstadt, südlich des Bahnhofs Köpenick), die Kietzer Vorstadt im Südosten und die Köllnische Vorstadt auf dem linken Dahmeufer. Ebenfalls aus der Zeit um 1900 stammt die Villenkolonie Wendenschloß im Süden des Ortsteils. Das größte Neubaugebiet in Köpenick aus DDR-Zeiten ist das Salvador-Allende-Viertel im Osten.

## Geschichte

### Früheste Besiedlungen
Bereits zur Zeit der Slawen, die der Stadt mit Copnic (Inselort) den Namen gaben, bestand an dieser Stelle eine Burg. Die älteste Burganlage bestand sogar bereits in der Bronzezeit. Für den mehrphasigen slawischen Burgbereich ist das bisher älteste Dendrodatum das Jahr 849. Mitte des 12. Jahrhunderts befand sich hier die Hauptburg und Hauptansiedlung des slawischen Stammes der Sprewanen unter ihrem Fürsten Jaxa von Köpenick.

### 13.–15. Jahrhundert
Im Jahr 1209 findet sich die erste Erwähnung in Dokumenten unter dem Namen Copenic (Urkunde des Markgrafen Konrad II. der Lausitz). Der slawische Burgwall wurde durch eine deutsche Burg ersetzt, neben der der Kietz als slawische Dienstsiedlung angelegt wurde. Um 1232 erhielt Köpenick das Stadtrecht.
Die askanischen Markgrafen Johann I. und Otto III. nahmen 1245 die Burg nach dem sechsjährigen Teltow-Krieg gegen den Wettiner Markgrafen Jan von Meißner, Heinrich dem Erlauchten und den Erzbischof von Magdeburg, Wilbrand von Käfernburg in ihren Besitz. Fortan gehörte Köpenick zur Mark Brandenburg.
Im Jahr 1298 findet sich in Urkunden für die Köpenicker Altstadt auch die Bezeichnung oppidum (Marktflecken), im Jahr 1325 civitas (Stadt). 1323 wurde die damalige Stadt Mitglied des mittelmärkisch-niederlausitzschen Städtebundes.
Zur mittelalterlichen Geschichte Köpenicks siehe auch folgende Teilkapitel aus anderen Artikeln:

### 16. Jahrhundert bis 1919

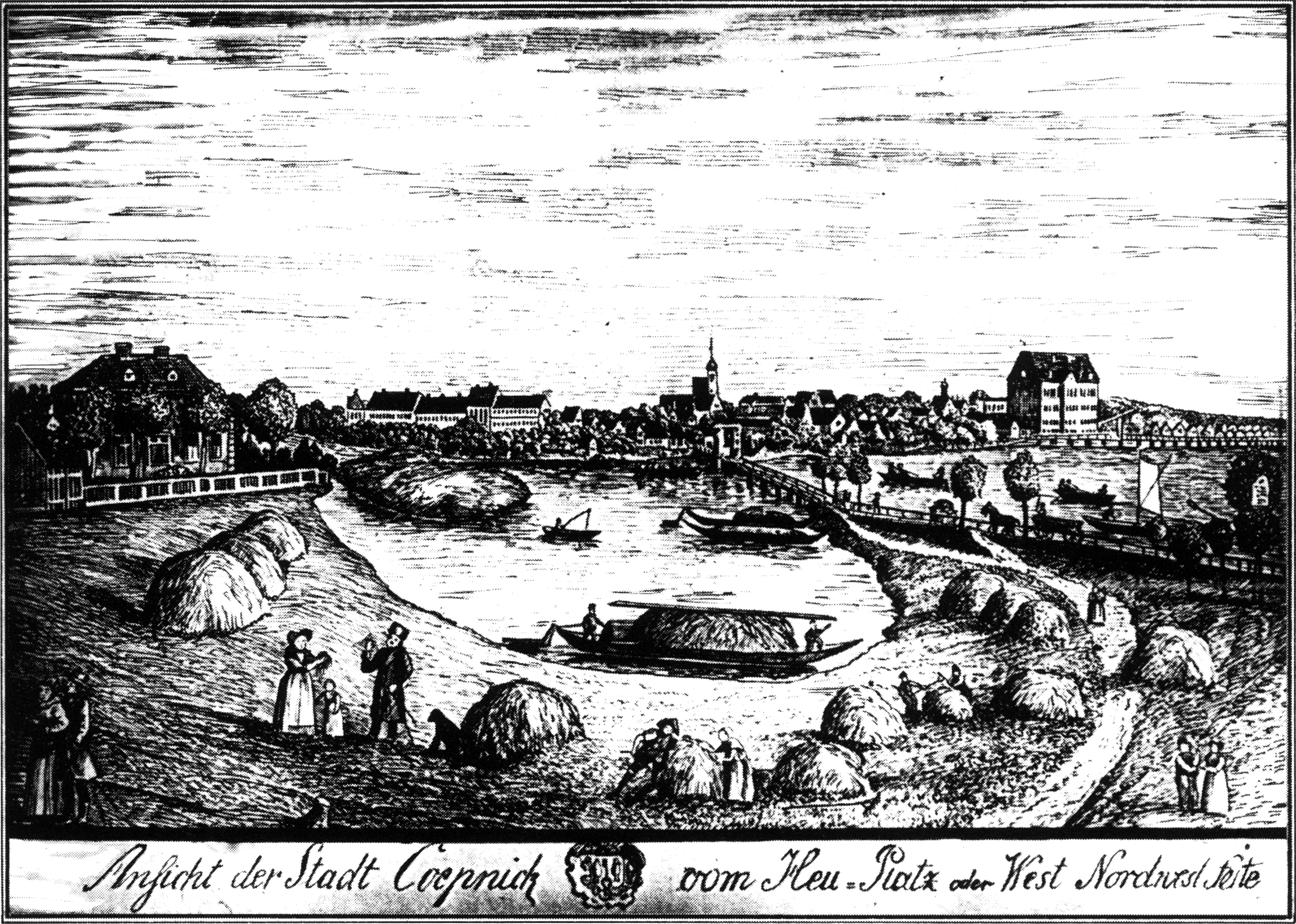
Ansicht der Stadt Coepnick, um 1811

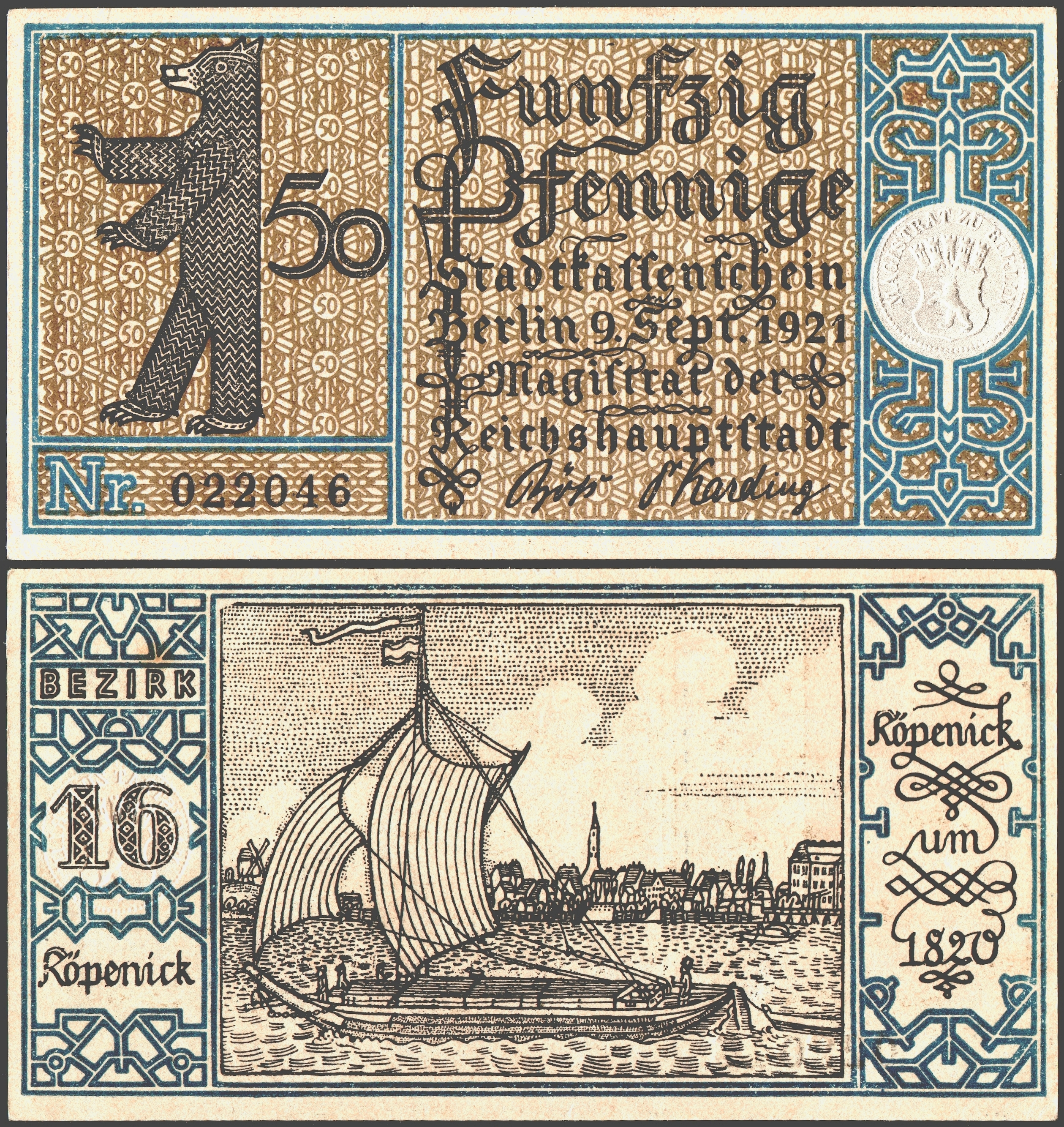
Notgeldschein von 1921 mit einer Ansicht von Köpenick um 1820

Die Köpenicker Burg wurde 1558 im Auftrag des baufreudigen Kurfürsten Joachim II. Hektor durch ein Jagdschloss ersetzt. Der Bau verursachte ein Defizit in der Staatskasse, während die Privatwirtschaft davon profitierte. Kurprinz Friedrich, der Thronfolger des amtierenden Kurfürsten Friedrich Wilhelm und spätere Friedrich III., initiierte 1688 den Bau des heutigen Schlosses Köpenick. Er gewann den niederländischen Maler Rutger von Langerfeld als Architekten.
Erst in der zweiten Hälfte des 18. Jahrhunderts erlangte Köpenick wieder einige Bedeutung, für die wirtschaftliche Entwicklung spielte die Ansiedlung von Textilgewerbe, Seidenspinnerei und Wäschereibetrieben eine bedeutende Rolle.
Im Wappensaal von Schloss Köpenick auf der Schlossinsel Köpenick ließ König Friedrich Wilhelm I. im Jahr 1730 den Hochverratsprozess gegen seinen Sohn, den späteren Friedrich II. von Preußen, durchführen.
Ende des 19. Jahrhunderts entstanden in der Stadt eine Reihe von Industriebetrieben und Vorstädte mit Mietshäusern außerhalb der Altstadtinsel, woraus sich die heutigen Ortslagen wie die Kietzer Vorstadt, die Dammvorstadt und die Villenkolonie Wendenschloß entwickelten.
Das Gaunerstück des Schusters Wilhelm Voigt, der als Hauptmann von Köpenick mit seiner Köpenickiade in die Geschichte einging, machte die Stadt mit dem 16. Oktober 1906 überregional bekannt.

### Von der Eingliederung nach Groß-Berlin bis 1945
Am 1. Oktober 1920 wurde Cöpenick durch die Bildung von Groß-Berlin Teil des 16. Verwaltungsbezirks von Berlin, die offizielle Schreibweise änderte sich von Cöpenick auf Köpenick.
Mit der Machtübernahme durch die Nationalsozialisten gab es blutige Auseinandersetzungen zwischen den verschiedenen Parteigängern. Insbesondere ereignet sich die Köpenicker Blutwoche (21.–26. Juni 1933), in der 500 Gegner des Nationalsozialismus von der SA verhaftet, misshandelt und 23 getötet wurden. Während des Novemberpogroms 1938 zerstörten SA-Angehörige die Synagoge und setzen sie in Brand; das Gebäude wurde 1945 abgerissen. Etwa 250 bis 300 jüdische Einwohner wurden in die "Lager des Ostens" deportiert, wo fast alle ermordet wurden. Seit 1969 erinnert ein vom Bildhauer Walter Sutkowski geschaffenes Mahnmal an die Opfer des NS-Regimes. Seit 2005 erinnern im Berliner Bezirk Treptow-Köpenick Stolpersteine an die Opfer.

### April 1945 bis 1989
Im damaligen Bezirk Köpenick war der Zweite Weltkrieg am 23. April 1945 mit dem Einmarsch der Roten Armee zu Ende. An dieses Datum erinnert der frühere Heuplatz, der 1953 in Platz des 23. April umbenannt wurde. Zu Zeiten der DDR war Köpenick ein Stadtbezirk von Ost-Berlin.
Ein bedeutender Zuwachs an Einwohnern ergab sich mit der Errichtung der beiden Neubaugebiete Allende-Viertel I (1971–1973; 2650 Wohnungen) und Allende-Viertel II (1980–1983; 3200 Wohnungen).

### Seit 1989

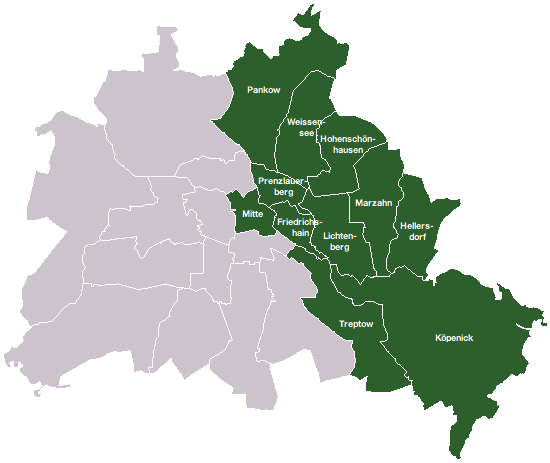
Stadtbezirke Ost-Berlins ab 1986

Der Mauerfall und die anschließende Deutsche Wiedervereinigung führten zu radikalen Änderungen an den Eigentumsstrukturen der Betriebe, die großen bis dahin wichtigen Arbeitgeber wie das Funkwerk Köpenick oder die Großwäscherei Rewatex versuchten eine Annäherung an die einziehende Marktwirtschaft. Langfristig war das nicht erfolgreich und so hatte Köpenick bald zahlreiche Arbeitslose oder Betroffene zogen weg. Immobilien gingen an Investoren, die andere Nutzungen einführten, häufig sich aber auch um den Denkmalschutz bemühten.
Von 1952 bis 2002 gab es in Köpenick, im Wald zwischen Köpenick und Mahlsdorf gelegen, eine große Sendeanlage für UKW und Mittelwelle mit einem 248 m hohen und gegen Erde isolierten selbststrahlenden Sendemast. Die Funktion des Senders Köpenick hat bezüglich des UKW-Sendebetriebs der Fernsehturm und bezüglich des Mittelwellen-Sendebetriebs eine Reusenantenne in Zehlendorf bei Oranienburg übernommen.
Im Jahr 2001 wurde der Bezirk Köpenick im Rahmen der Berliner Verwaltungsbezirksreform mit dem Bezirk Treptow zum neuen Bezirk Treptow-Köpenick zusammengelegt.

Auf dem 34 Hektar großen Gelände des seit Anfang der 1990er Jahre brachliegenden ehemaligen Güterbahnhofs Köpenick soll ein neues Wohngebiet mit rund 1800 Wohnungen für über 5000 Bewohner entstehen.
Wappen

Das Köpenicker Wappen leitet sich von der früheren Erwerbsgrundlage des Ortes, dem Fischfang, ab. Im Wappen befinden sich zwei Fische auf blauem Grund, der das Wasser symbolisiert. Der Schlüssel verweist auf den heiligen Petrus, den Schutzpatron der Fischer. Die sieben Sterne sollen laut Erklärungstafel das Siebengestirn (Plejaden) darstellen, da sie ebenfalls einen Bezug zum Fischfang haben. Dieser könnte darin bestehen, dass die Plejaden als Wintergestirn die für die Seeschifffahrt gefährliche Jahreszeit markierten. Sieben Sterne gelten aber auch als Zeichen für das Sternbild Orion. Nach einer Erzählung wurde Orion von Apollo zum Fischen aufs Meer hinausgelockt, wo er dann von Artemis irrtümlich erschossen wurde, nachdem sie von Apollo herausgefordert worden war, dieses ferne – nur als Punkt erkennbare – Ziel im Meer zu treffen.

## Bevölkerung
Bis Ende 1919 gab es die Stadt Cöpenick, von 1920 bis 1945 war es der Berliner Verwaltungsbezirk Cöpenick/Köpenick. Nach 1945 wurde es der Ost-Berliner Stadtbezirk Köpenick, der bis 1990 bestand, 1991–2001 Bezirk Köpenick, ab 2001 Ortsteil Berlin-Köpenick des Bezirks Treptow-Köpenick.
| Jahr | Einwohner |
| ---- | --------- |
| 1858 | 03.387    |
| 1871 | 04.532    |
| 1880 | 08.924    |
| 1890 | 14.619    |
| 1900 | 20.925    |
| 1910 | 30.879    |
| 1919 | 32.586    |
| 1939 | 54.744    |
| 1950 | 51.771    |
| 1963 | 52.359    |

| Jahr | Einwohner |
| ---- | --------- |
| 2007 | 59.112    |
| 2010 | 59.869    |
| 2015 | 62.659    |
| 2020 | 67.148    |
| 2021 | 67.728    |
| 2022 | 69.425    |
| 2023 | 70.673    |
| 2024 | 71.366    |

Quelle ab 2007: Statistischer Bericht A I 5. Einwohnerregisterstatistik Berlin. Bestand – Grunddaten. 31. Dezember. Amt für Statistik Berlin-Brandenburg (jeweilige Jahre)

## Sehenswürdigkeiten und Kultur

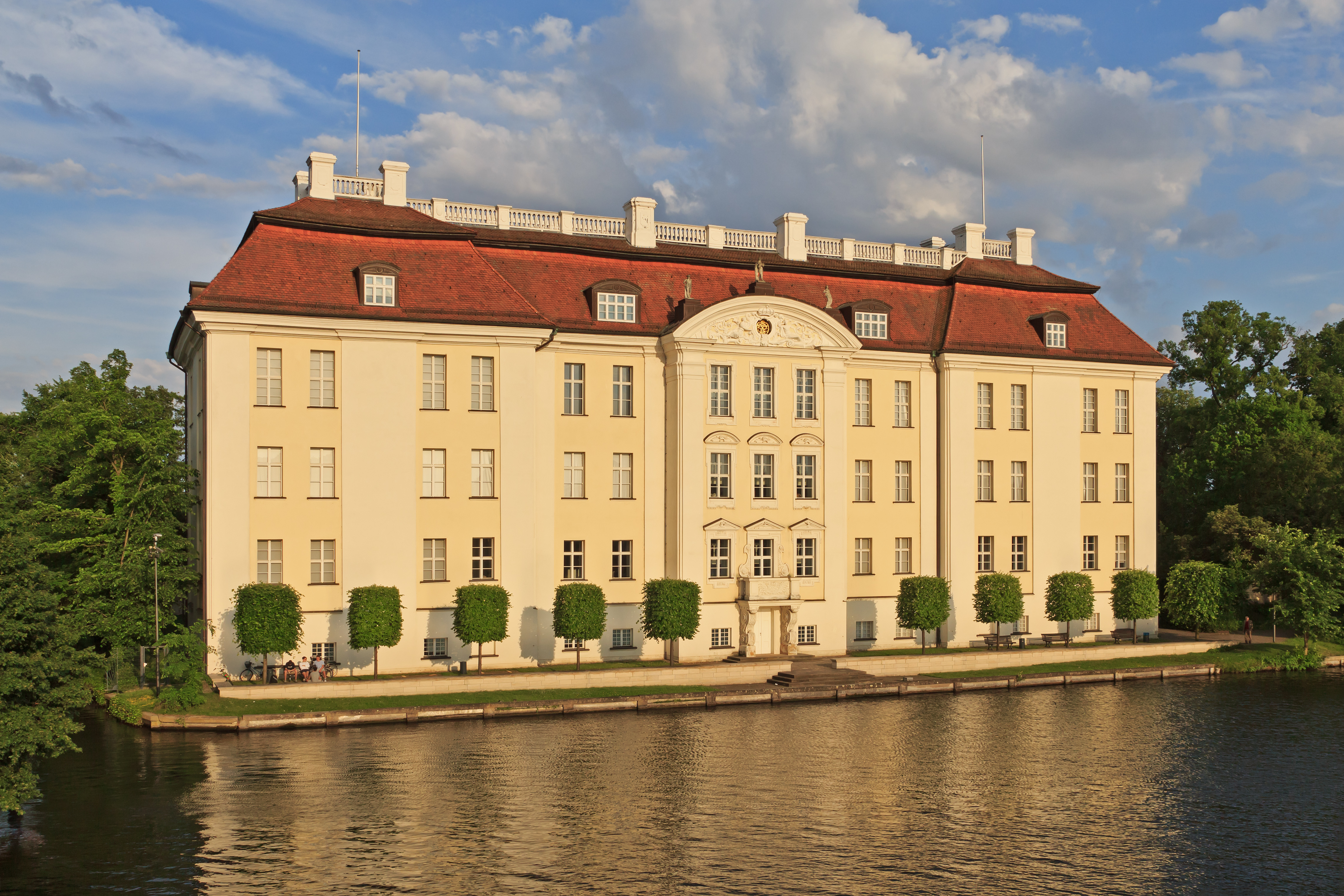
Schloss Köpenick

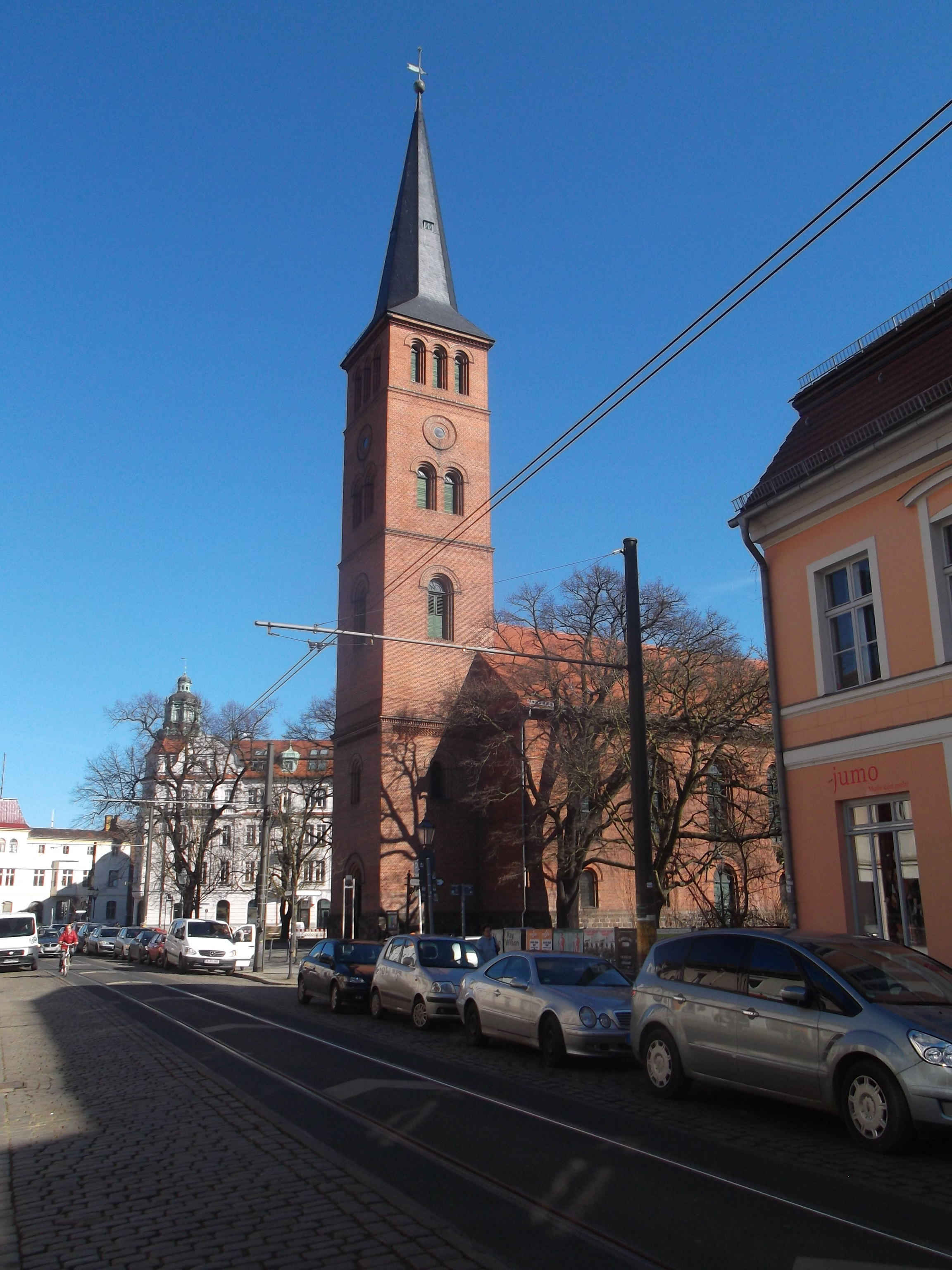
St.-Laurentius-Stadtkirche

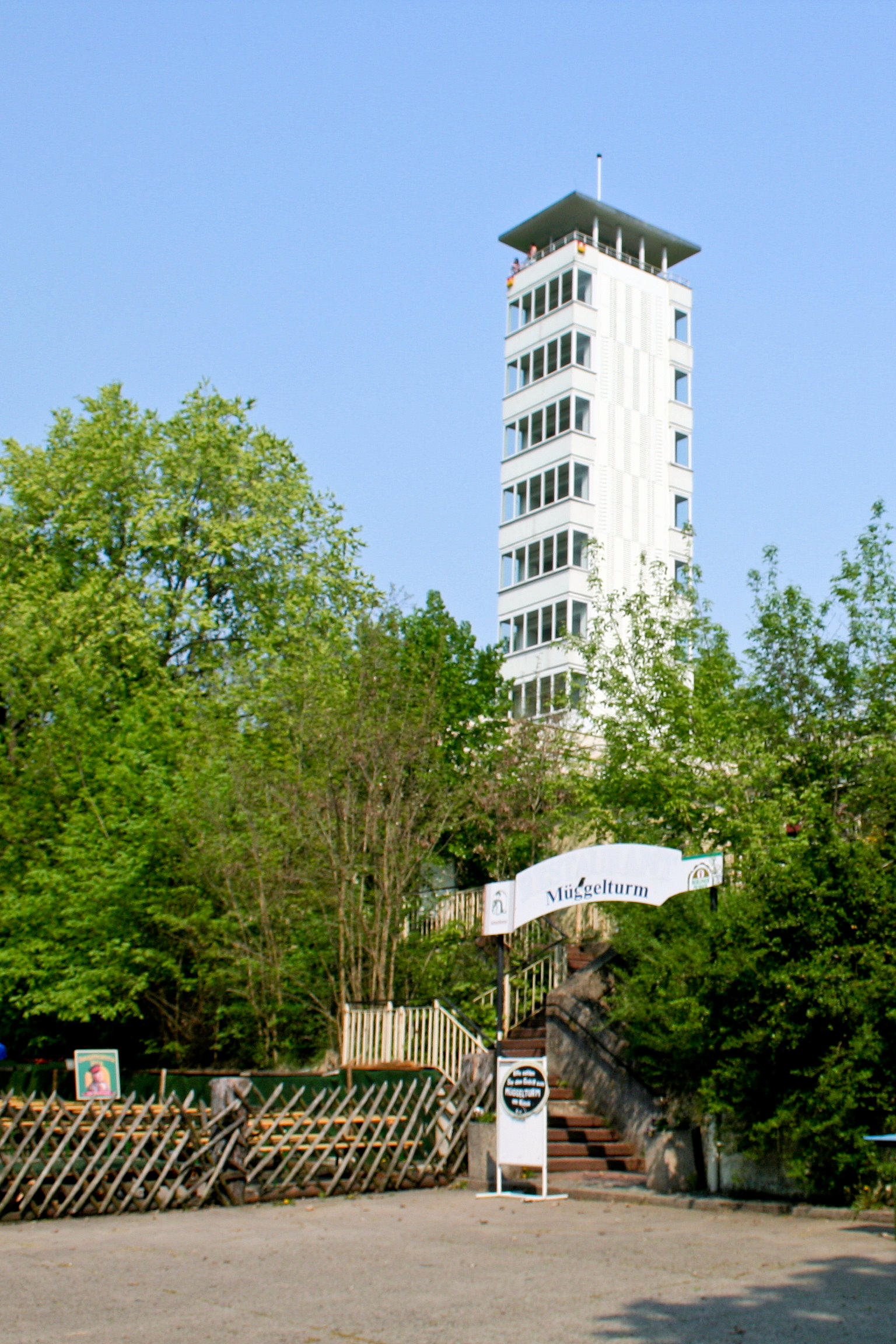
Müggelturm

- Schloss Köpenick, Barockschloss aus dem 17. Jahrhundert, zweiter Standort des Kunstgewerbemuseums Berlin mit einer der bedeutendsten Sammlungen von europäischem Kunsthandwerk in der Welt
- Schlossinsel mit Schlosspark und Schlosskirche
- Alt-Köpenick, älteste Straße im Ortsteil
- Rathaus Köpenick, Schauplatz der Episode vom Hauptmann von Köpenick mit Hauptmann-von-Köpenick-Skulptur
- Andersonsches Palais, bedeutendstes erhaltenes Barockgebäude in der Altstadt
- Kietz, ehemalige slawische Fischersiedlung, Gebäudeensemble aus dem 18. und 19. Jahrhundert
- Bellevuepark
- Gedenkstätte Köpenicker Blutwoche in der Puchanstraße und Denkmal der Köpenicker Blutwoche auf dem Platz des 23. April
- Luisenhain (Parkanlage am Dahmeufer)
- Maria-Jankowski-Park
- Müggelturm südlich des Müggelsees auf den Müggelbergen (dritthöchste Erhebung Berlins)
- Museum Köpenick am Alten Markt mit Ausstellungen zur Regionalgeschichte Köpenicks
- Stadion An der Alten Försterei
- St.-Laurentius-Stadtkirche (evangelisch), Backsteinbau, 1838–1841 erbaut
- St.-Josefs-Kirche (katholisch), 1899 eingeweiht
- Teufelsseemoor (Naturschutzgebiet)
- Volkspark Köpenick
- Wasserwerk Köpenick, unter Denkmalschutz
- Wuhletal-Wanderweg, endet an der Mündung der Wuhle in die Spree

In Köpenick sind neben drei Theatern (Schlossplatztheater Köpenick, Stadttheater Cöpenick und Zilles Stubentheater) Klangkörper wie das Köpenicker Zupforchester ansässig.
In Schmetterlingshorst wird die nach eigenen Angaben zweitgrößte Schmetterlingsausstellung dieser Art in Europa und größte in Deutschland präsentiert. Sie umfasst über 4000 exotische und einheimische Schmetterlinge und Insekten in 1630 Arten.

## Wirtschaft und Infrastruktur

### Wirtschaft
Der Innovationspark Wuhlheide ist das erste im Mai 1990 in den neuen Bundesländern entstandene Technologie- und Gründerzentrum. Etwa 200 Unternehmen mit insgesamt 1600 Mitarbeitern aus verschiedenen technologischen Bereichen arbeiten hier.
Hauptgeschäftsstraße des Ortsteils ist die Bahnhofstraße mit dem Einkaufszentrum Forum Köpenick.

### Verkehr

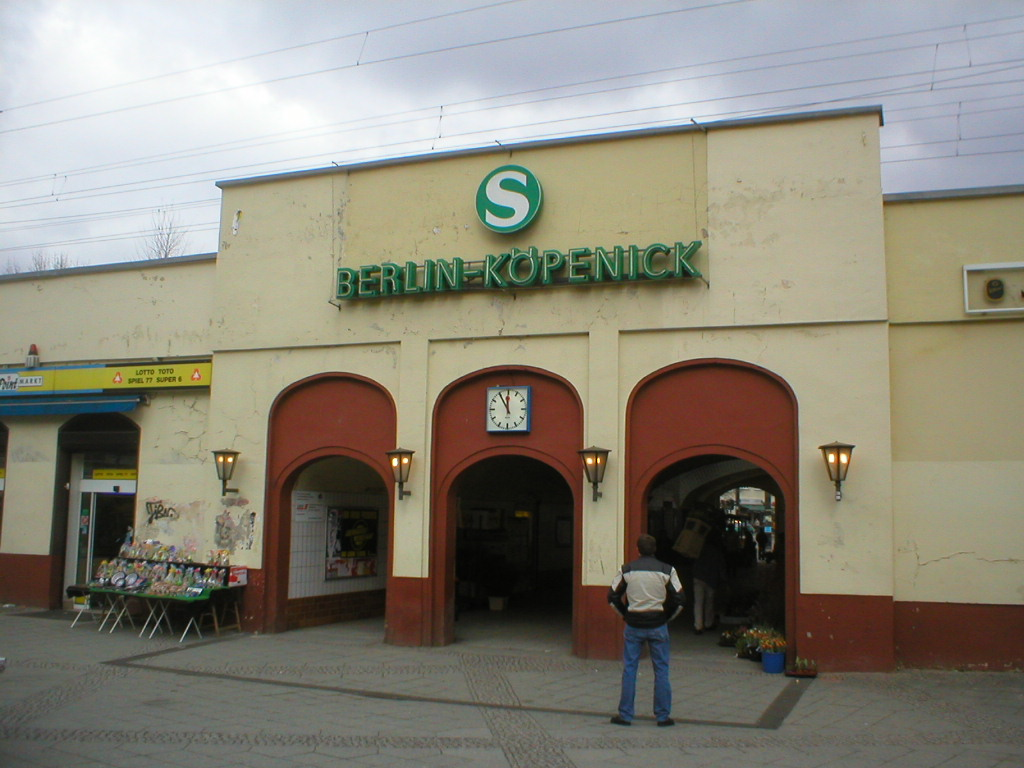
Bahnhof Köpenick

Köpenick besitzt seit 1842 einen Bahnhof an der Strecke Berlin–Frankfurt (Oder) der Niederschlesisch-Märkischen Eisenbahn. Hier verkehrt seit 1928 die S-Bahn mit den Bahnhöfen Wuhlheide und Köpenick (Linie S3 Spandau–Erkner). Es ist vorgesehen, bis 2027 den Bahnhof Köpenick zu einem Regionalbahnhof zu erweitern.
1882 nahm die von der Stadt gebaute Pferdebahnlinie der Cöpenicker Pferde-Eisenbahn ihren Betrieb zwischen dem Bahnhof und dem Schloßplatz auf. 1903 wurde die Linie elektrifiziert und das Unternehmen in Städtische Straßenbahn Cöpenick umbenannt. Die Gesellschaft erweiterte ihr Netz unter anderem bis nach Mahlsdorf, Friedrichshagen, Grünau und Adlershof und legte somit den Grundstein für das heutige Köpenicker Teilnetz der Berliner Straßenbahn. Die Große Berliner Straßenbahn übernahm 1920 die Cöpenicker Gesellschaft; das Netz ist bis heute zu großen Teilen noch in Betrieb. Der Straßenbahnhof Köpenick an der Wendenschloßstraße erbringt etwa ein Viertel der gesamten Betriebsleistung der Berliner Straßenbahn.
Daneben gibt es mehrere Buslinien der BVG mit Verbindungen in die umliegenden Ortsteile.
Dammbrücke und Lange Brücke verbinden die Altstadt von Köpenick mit den nördlich und westlich von Spree und Dahme befindlichen Ortslagen.

### Gesundheit
Das Krankenhaus Köpenick (seit 1992 im Verbund der DRK Kliniken Berlin) wurde 1914 eröffnet. Es verfügt in 15 Fachabteilungen und drei Spezialzentren über mehr als 500 Betten.

### Bildung
Grundschulen
- Amtsfeld-Grundschule
- Grundschule in der Köllnischen Vorstadt
- Grüne-Trift-Schule
- Hauptmann-von-Köpenick-Grundschule
- Müggelschlößchen-Grundschule
- Uhlenhorst-Grundschule
- Wendenschloß-Grundschule

Sekundarschulen
- Flatow-Oberschule
- Merian-Schule
- Schule an der Dahme

Gymnasien
- Alexander-von-Humboldt-Gymnasium
- Emmy-Noether-Gymnasium
- BEST-Sabel Gymnasium
- Evangelische Schule

### Sport
Das Stadion An der Alten Försterei ist die Heimat des Fußball-Bundesligisten 1. FC Union Berlin und Schauplatz des Weihnachtssingens des 1. FC Union Berlin. Auch der ehemalige (bis 2017) Frauen-Volleyball-Erstligist Köpenicker SC ist in Köpenick beheimatet.

## Persönlichkeiten

### Söhne und Töchter von Köpenick
- Johann Gottlieb Brucker (1770–1829), Militärarzt und Obermedizinalrat
- Henriette Lustig (1808–1888), Begründerin des Wäschereigewerbes
- Theophil von Podbielski (1814–1879), preußischer General
- Rudolf Rühl (1842–1909), Stadtrat und Stadtältester von Cöpenick
- Oskar Titz (1845–1887), Architekt und Bauunternehmer
- Franz Elpel (1855–1934), Gartendirektor
- Alfred Nissle (1874–1965), Arzt und Wissenschaftler
- Paul Pohle (1883–1933), Former und Sozialdemokrat, Mordopfer der Köpenicker Blutwoche
- Max Götze (1891–1938), auf Autofallenraub spezialisierter Krimineller
- Erwin Villain (1898–1934), SA-Führer
- Bruno Lüdke (1908–1944), mutmaßlicher Serienmörder
- Maria Landrock (1923–1992), Schauspielerin und Synchronsprecherin
- Isot Kilian (1924–1986), Schauspielerin, Dramaturgie- und Regieassistentin, Geliebte von Bertolt Brecht
- Heinz Fabian (1925–2014), Schauspieler und Hörspielsprecher
- Achim Hill (1935–2015), Ruderer
- Horst Bosetzky (1938–2018), Soziologe und Schriftsteller
- Klaus Zeige (1940–2021), Toningenieur und Tonmeister
- Monika Helmecke (* 1943), Schriftstellerin
- Rainer Dellmuth (* 1948), DDR-Oppositioneller
- Jochen Schümann (* 1954), Segelsportler
- Michael Illner (* 1962), Drehbuchautor
- Christoph Wieschke (* 1971), Schauspieler
- Michael Nast (* 1975), Schriftsteller
- Roman Geike (* 1977), Sänger und Rapper
- Jan Mrachacz (* 1977), Schauspieler
- Oliver Igel (* 1978), Bezirksbürgermeister des Bezirks Treptow-Köpenick
- Patrick Jahn (* 1983), Fußballspieler
- Sina Reiß (* 1985), Schauspielerin
- Alexander Freier-Winterwerb (* 1986), Politiker (SPD)
- Laura Ludwig (* 1986), Beachvolleyballerin, Olympiasiegerin 2016
- Jörn Schlönvoigt (* 1986), Schauspieler
- Julia Titze (* 1986), Schauspielerin
- Anna Hausburg (* 1989), Schauspielerin

### Mit Köpenick verbundene Persönlichkeiten
- Jacza von Köpenick (vor 1125–1176), Burgherr und Fürst von Copnic
- Henriette Marie von Brandenburg-Schwedt (1702–1782), lebte und starb im Schloss Köpenick
- Georg Friedrich Cardinal von Widdern (1721–1804), Jurist und Bürgermeister von Köpenick
- Johann III Bernoulli (1744–1807), Astronom, in Köpenick beigesetzt
- Gustav Borgmann (1838–1908), Bürgermeister von Cöpenick
- Carl Spindler (1841–1902), Unternehmer, Ehrenbürger von Köpenick
- Wilhelm Voigt (1849–1922), Hauptmann von Köpenick
- Georg Eppenstein (1867–1933), Chemiker, Mordopfer der Köpenicker Blutwoche
- Georg Langerhans (1870–1918), Bürgermeister von Cöpenick
- Hugo Kinzer (1874–1929), Stadtbaumeister in Köpenick
- Richard Aßmann (1875–1933), Betriebsratsvorsitzender der AOK Berlin, Mordopfer der Köpenicker Blutwoche
- Otto Busdorf (1878–1957), Kriminalpolizist
- Johannes Stelling (1877–1933), Sozialdemokrat, Ministerpräsident des Freistaates Mecklenburg-Schwerin, Mordopfer der Köpenicker Blutwoche
- Alexander Futran (1879–1920), Vorsitzender der USPD in Köpenick
- Johann Schmaus (1879–1933), Sozialdemokrat, Gewerkschafter, Mordopfer der Köpenicker Blutwoche
- Paul von Essen (1886–1933), Gewerkschafter, Mordopfer der Köpenicker Blutwoche
- Götz Kilian (1892–1940), Kommunist, Buchhändler, Stadtrat in Köpenick und Mordopfer der Köpenicker Blutwoche
- Karl Pokern (1895–1933), Fleischer, Arbeitersportler und Mordopfer der Köpenicker Blutwoche
- Erich Janitzky (1900–1933), Kommunist, Mordopfer der Köpenicker Blutwoche
- Paul Spitzer (1906–1933), Kommunist, Mordopfer der Köpenicker Blutwoche
- Josef Spitzer (1907–1933), Kommunist, Mordopfer der Köpenicker Blutwoche
- Anton Schmaus (1910–1934), Zimmermann, Sozialdemokrat, Mordopfer der Köpenicker Blutwoche
- Herbert Gehrke (1910–1945), SA-Führer, einer der Organisatoren der Köpenicker Blutwoche
- Fritz Schiller (1912–1992), Bezirksbürgermeister in Köpenick
- Herbert Fechner (1913–1998), Bezirksbürgermeister in Köpenick
- Silvia Schlenstedt (1931–2011), Literaturwissenschaftlerin, lebte in Köpenick
- Dieter Schlenstedt (1932–2012), Literaturwissenschaftler, lebte in Köpenick
- Ezard Haußmann (1935–2010), Schauspieler, lebte in Köpenick
- Claus Peymann (1937–2025), Theaterregisseur, lebte in Köpenick
- Klaus Ulbricht (* 1938), Bezirksbürgermeister in Köpenick
- Claus-Dieter Sprink (1954–2006), Leiter des Heimatmuseums Köpenick
- Dirk Zöllner (* 1962), Musiker, lebt in Köpenick
- Raiko Thal (* 1963), Fernsehmoderator, lebt in Köpenick
- Steffen Baumgart (* 1972), Fußballspieler und -trainer, wohnt in Köpenick
- Kai Lüftner (* 1975), Kinder- und Jugendbuchautor, Komponist, lebt in Köpenick
- Oliver Igel (* 1978), Bezirksbürgermeister von Treptow-Köpenick, lebt in Köpenick
- Tim Bendzko (* 1985), Singer-Songwriter, wuchs in Köpenick auf